# Роберт Джей Крал
Роберт Джей Крал (англ. Robert J. Kral; *5 липня 1967) — австралійський композитор, автор музики до телесеріалів, кінофільмів. Народився у Південній Австралії.

## Фільмографія
- 1998 — Заручник
- 2009 — Привиди в Коннектикуті